# Wasserturm Emden
| Wasserturm Emden                                         | Wasserturm Emden                                           |
| Wasserturm                                               | Wasserturm                                                 |
| Daten                                                    | Daten                                                      |
| -------------------------------------------------------- | ---------------------------------------------------------- |
| Baujahr:                                                 | 1910–12                                                    |
| Turmhöhe:                                                | 42 Meter                                                   |
| Behälterart:                                             | Ringförmiger Flachboden mit innerem Kuppelboden kombiniert |
| Volumen des Behälters:                                   | 1000 m³                                                    |
| Betriebszustand:                                         | in Betrieb                                                 |
| Nutzung:                                                 | Wasserversorgung von Emden                                 |
| Verbundenes Wasserwerk:                                  | Tergast                                                    |
| Blick auf den nächtlich beleuchteten Turm Richtung Hafen |                                                            |

Der Emder Wasserturm steht in der Abdenastraße nahe dem heutigen Hauptbahnhof. Das Bauwerk aus den Jahren 1910 bis 1912 befindet sich im Eigentum der Stadtwerke Emden und ist weiterhin in Betrieb. Mit seinen 42 Metern Höhe überragt es die meisten Gebäude der Stadt und ist ein bedeutendes Beispiel eines technischen Bauwerks vom Anfang des 20. Jahrhunderts in Emden. Seit 1999 steht der Wasserturm unter Denkmalschutz.

## Bauwerk

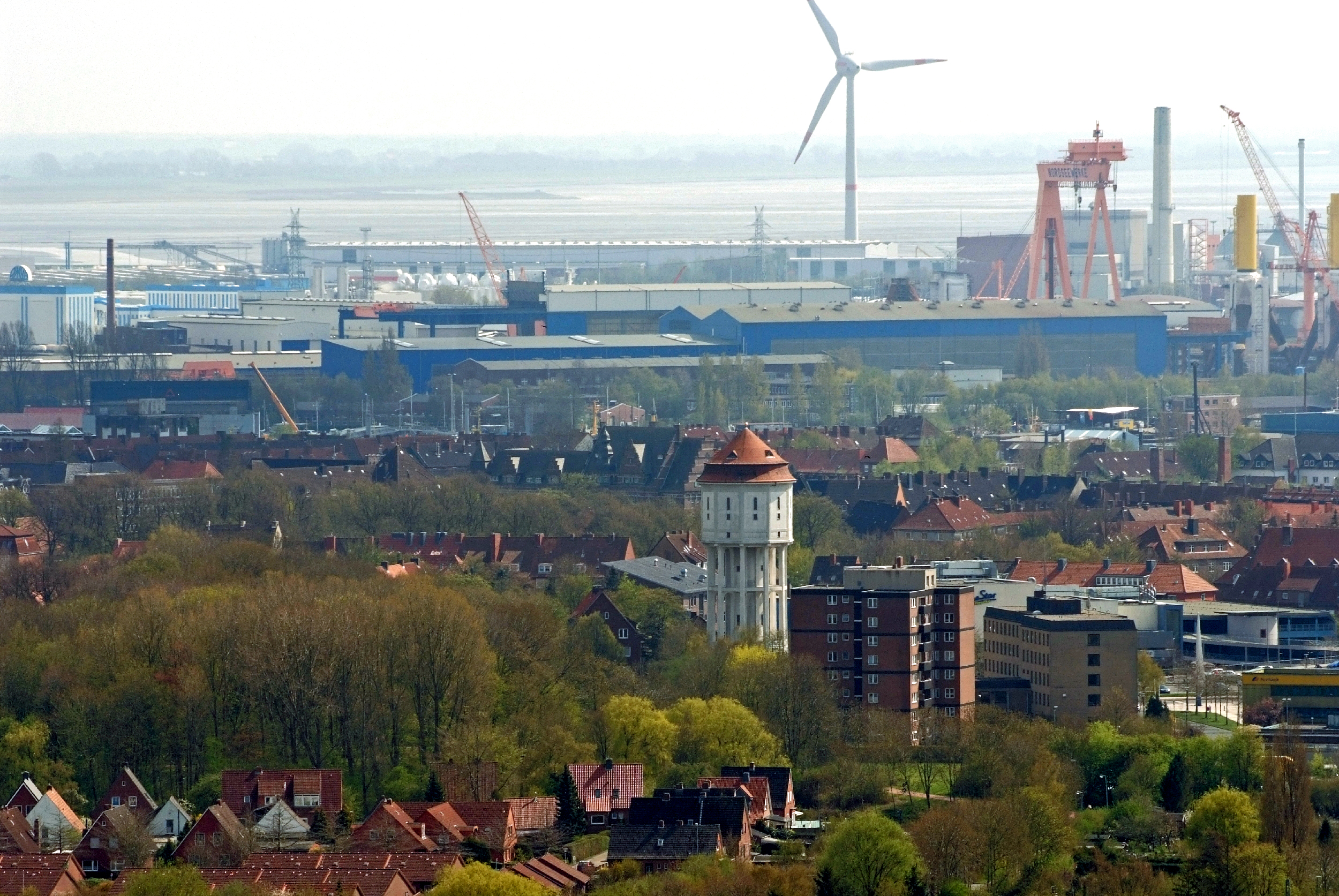
Luftbild 2013

Der Wasserturm ist das erste Bauwerk in Emden, das in Stahlbetonbauweise errichtet wurde. Der Behälter liegt auf zwei konzentrischen Auflagerungen. Er wird gestützt von 10 Stahlbetonpfeilern, die durch Querstreben miteinander verbunden sind.
Die Pfeiler ruhen auf einem Fundament aus 260 Pfählen von 15 Meter Länge.
Die Rohrleitungen und die Wendeltreppe zum Aufstieg liegen geschützt im geschlossenen Innenteil des dreistöckigen Unterbaus. Der Behälter ist von einem zehneckigen verputzten Eisenbetonmantel umgeben, der zur Isolation dient. Ein zweistufiges, oben kegelförmiges Dach schließt den Bau nach oben ab.
Der 1000 m³ fassende Wasserbehälter hat einen zusammengesetzten Boden, eine Kombination eines äußeren ringförmigen Flachbodens mit einem inneren Kuppelboden. Wegen des großen Behälterdurchmessers von 12,5 Metern hätte ein reiner Kuppelboden zu viel Volumen weggenommen. In der Behältermitte ist ein Durchgang ausgespart, über den man auf die oberste Behälterplattform im Dachkegel gelangt.

## Entwicklung der Emder Wasserversorgung
Wie viele Küstenstädte hatte Emden Probleme, ausreichend sauberes Trinkwasser zu erhalten. Das Grundwasser war durch die Nähe der Nordsee salzhaltig. Vor Einrichtung der zentralen Versorgung sammelten die Emder das Regenwasser in hauseigenen Zisternen. Als der Wasserbedarf der wachsenden Hafen- und Handelsstadt im 19. Jahrhundert sprunghaft anstieg, begann man, eine zentrale Wasserversorgung zu planen. Dabei kam man zu dem Schluss, dass qualitativ gutes Grundwasser nur außerhalb Emdens gefördert werden konnte. Nach Probebohrungen wurde 1896/97 auf einer Geestinsel im über 11 Kilometer entfernten Tergast ein Wasserwerk gebaut. Über eine Rohrleitung gelangte das Wasser nach Emden.
Das Tergaster Wasserwerk wurde mehrfach ausgebaut und modernisiert. Es gehört den Stadtwerken Emden und versorgt die Stadt noch heute. Aus 20 Tiefbrunnen sowie drei Flachbrunnen wird Wasser aus einer Süßwasserlinse gefördert und über zwei Trinkwasserleitungen nach Emden gedrückt. Im Jahr 2006 wurden in Tergast 3,5 Millionen Kubikmeter Grundwasser aufbereitet für den Bedarf von über 50 000 Menschen.